# Ԇ
Komi Dzje (Ԇ ԇ; Cursiva: Ԇ ԇ) es una letra del alfabeto de Molodtsov, una variante de cirílico. Fue utilizada en la escritura del idioma komi en la década de 1920. Deriva de la letra cirílica З.
La pronunciación de la letra en Komi es [dzʲ]~[dʒʲ].

## Códigos de computación
| Caracter                    | Ԇ                                 |         | ԇ                               |        |
| --------------------------- | --------------------------------- | ------- | ------------------------------- | ------ |
| Nombre unicode              | CYRILLIC CAPITAL LETTER KOMI DZJE |         | CYRILLIC SMALL LETTER KOMI DZJE |        |
| Codificaciones              | Decimal                           | hex     | dec                             | hex    |
| Unicode                     | 1286                              | U+0506  | 1287                            | U+0507 |
| UTF-8                       | 212 134                           | D4 86   | 212 135                         | D4 87  |
| Numeric character reference | &#1286;                           | &#x506; | &#1287                          | &#x507 |